# تندر میان برگ‌ها
تندر میان برگ‌ها (اسپانیایی: El trueno entre las hojas‎) فیلمی درام به کارگردانی آرماندو بو محصول سال ۱۹۵۸ است. خود او و ایسابل سارلی در آن نقش‌آفرینی کرده‌اند.
تندر میان برگ‌ها نخستین فیلم حاوی برهنگی کامل از روبرو در سینمای آرژانتین بود و این مسئله در زمان اکران جنجال زیادی به پا کرد که باعث به شهرت رسیدن ایسابل سارلی و فروش بالای فیلم شد. اکنون این فیلم از نمونه‌های کالت سینمای آرژانتین به‌شمار می‌رود.